# Villaseca Somera
Villaseca Somera, también conocida como Villasecas, es una localidad  de la provincia de Soria, partido judicial de Soria,  Comunidad Autónoma de Castilla y León, España. Pueblo de la comarca de  Tierras Altas que pertenece al municipio de Las Aldehuelas.
Para la administración eclesiástica de la Iglesia católica, forma parte de la Diócesis de Osma la cual, a su vez, pertenece a la Archidiócesis de Burgos.

## Otro nombre
El pueblo también es conocido como Villasecas, ya que cerca de su término municipal también hay otro pueblo de mismo parecido nombre llamado Villaseca Bajera, también llamado La Bajera o Bajeras, hoy despoblado.

### Comunicaciones
Localidad situada en la carretera provincial SO-615, entre el Puerto de Oncala y Villar del Río.